# Iglesia de San Tirso (Sahagún)
La iglesia de San Tirso de Sahagún (León, Castilla y León, España) es un edificio religioso, ya sin culto, construido en el siglo XII que figura entre lo más representativo del arte mudéjar castellano-leonés, que tuvo en Sahagún, hito del Camino de Santiago, su núcleo originario. Puede considerarse a San Tirso, de hecho, la iglesia prototipo que sirvió de ejemplo para edificaciones posteriores en la misma Sahagún, como puede apreciarse en la Iglesia de San Lorenzo, su gemela tipológica, y en las provincias de Zamora, Valladolid, Ávila y Segovia. Desde 1931 es Monumento Histórico-Artístico de interés nacional. Una maqueta a escala de este edificio se encuentra en el Parque temático Mudéjar de Olmedo.
En 2015, en la aprobación por la Unesco de la ampliación del Camino de Santiago en España a «Caminos de Santiago de Compostela: Camino francés y Caminos del Norte de España», España envió como documentación un «Inventario Retrospectivo - Elementos Asociados» (Retrospective Inventory - Associated Components) en el que en el n.º 1423 figura la iglesia de San Tirso.

## Descripción
Separada por una calle del lugar donde estaba la cabecera del antiguo Real Monasterio de San Benito, la iglesia mudéjar de San Tirso fue levantada en el siglo XII; quedó terminada entre 1180 y 1190, si bien existen noticias documentales de la parroquia que datan de la primera mitad de la centuria, luego el comienzo de su construcción debió producirse entonces.

## Planta
El templo presenta la orientación litúrgica habitual con ligera desviación (83° E). Su eje longitudinal coincide con la qibla.
De estilo románico-mudéjar, s. XII, su planta es rectangular de tres naves rematadas por ábsides semicirculares; en el central, los refuerzos están resueltos mediante cuatro contrafuertes exteriores que se prolongan en ladrillo.
Los sillares en piedra caliza de buena calidad y talla regular, están asentados en hiladas regulares bien aparejadas hasta una altura aproximada de 3 metros, el resto es de ladrillo.
Leyenda de la imagen

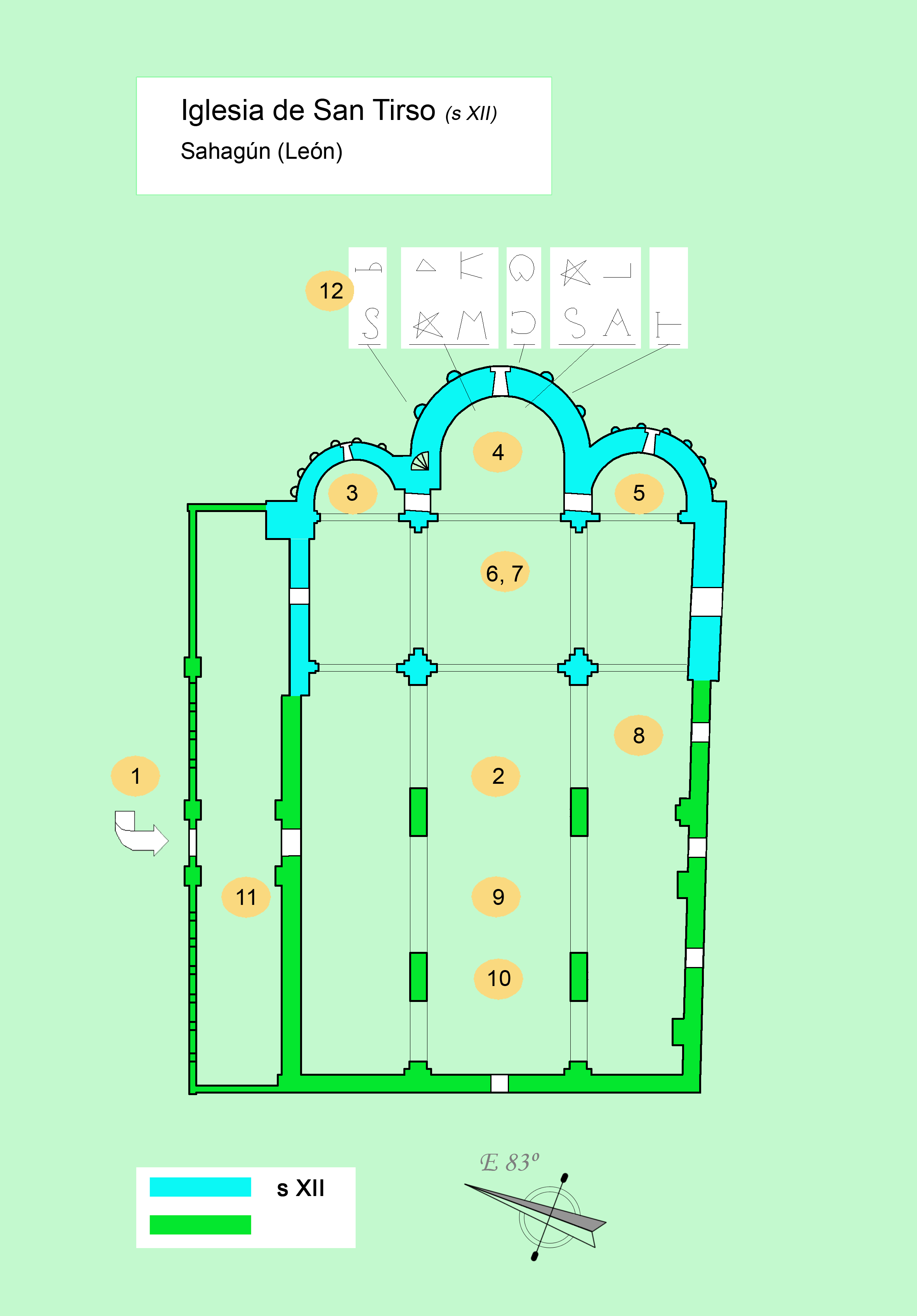
Aprox. a la planta de la Iglesia de San Tirso.
Marcas de cantería.

1. Pórtico Norte; entrada al templo, s. XIX.
2. Nave Central.
3. Ábside del Evangelio, s. XII, reconst. s. XX.
4. Presbiterio y Altar Mayor, s. XII.
5. Ábside de la Epístola, s. XII.
6. Torre, s. XII, reconst. s. XX.
7. Crucero.
8. Museo. Maquetas de monumentos de Sahagún.
9. Coro, sillería de Ig. La Peregrina.
10. Sepulcro de Jerónimo Coronel, s. XIII.
11. Galería porticada.
12. Marcas de cantería.

## Marcas de cantería
Se han identificado un total de 13 marcas de 11 tipos diferentes situadas en el interior y exterior del ábside.

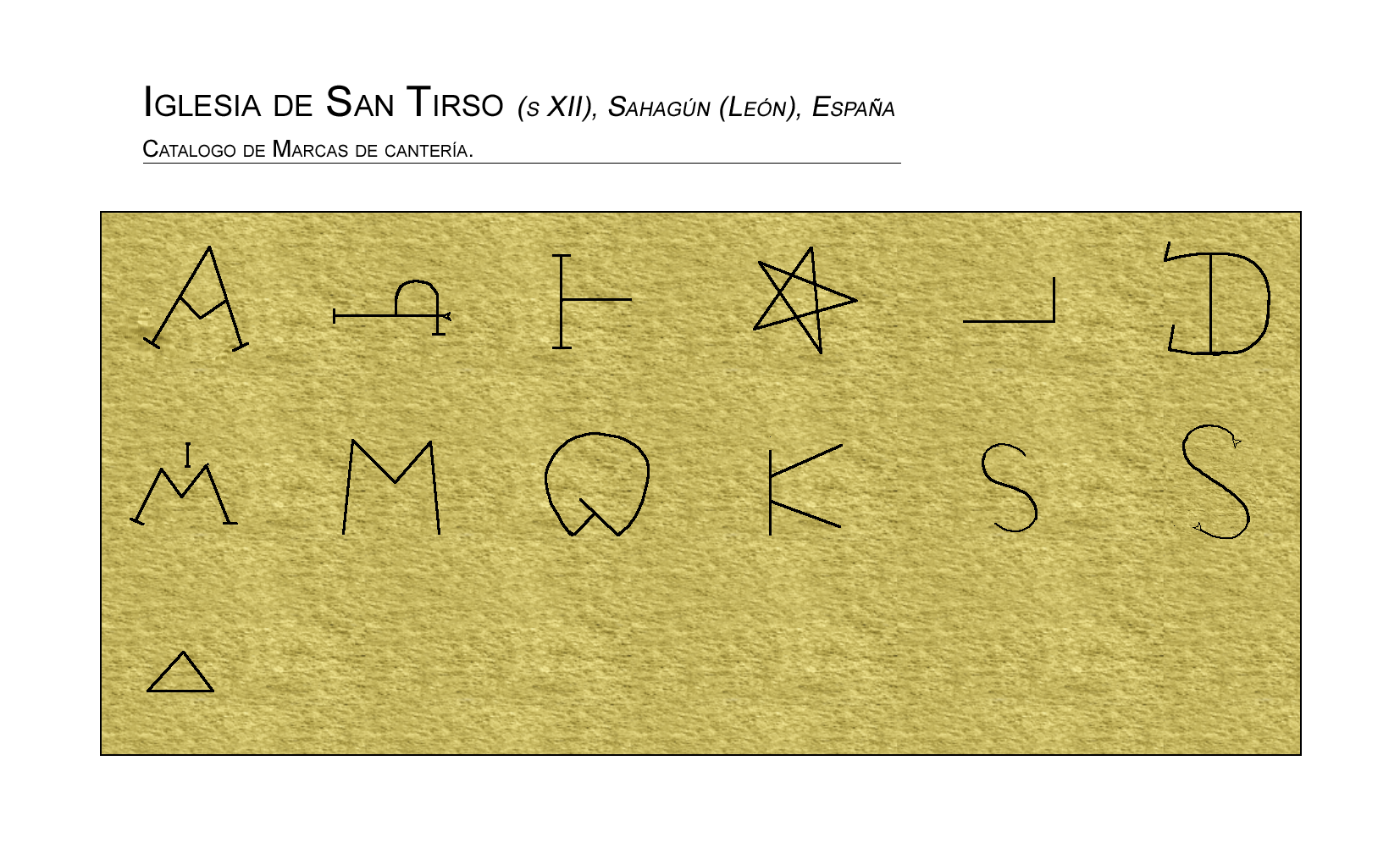
Catálogo de Marcas de cantería de San Tirso. Ver Planta (12) - Ábside.

| Zona   | Marcas | Tipos |
| ------ | ------ | ----- |
| Ábside | 14     | 11    |

- Wikimedia Commons alberga una categoría multimedia sobre Ig. de San Tirso. Marcas de cantería.

## Arquitectura exterior
El exterior del templo ofrece un contrastado juego de volúmenes, especialmente en la cabecera, que condensa los mayores esfuerzos ornamentales, donde la armonía de sus proporciones otorga al conjunto un carácter escultórico.
En la fachada sur, tramos 2 y 3, se conservan un arco de medio punto y un Pórtico apuntado, ambos ciegos.

### Ábsides

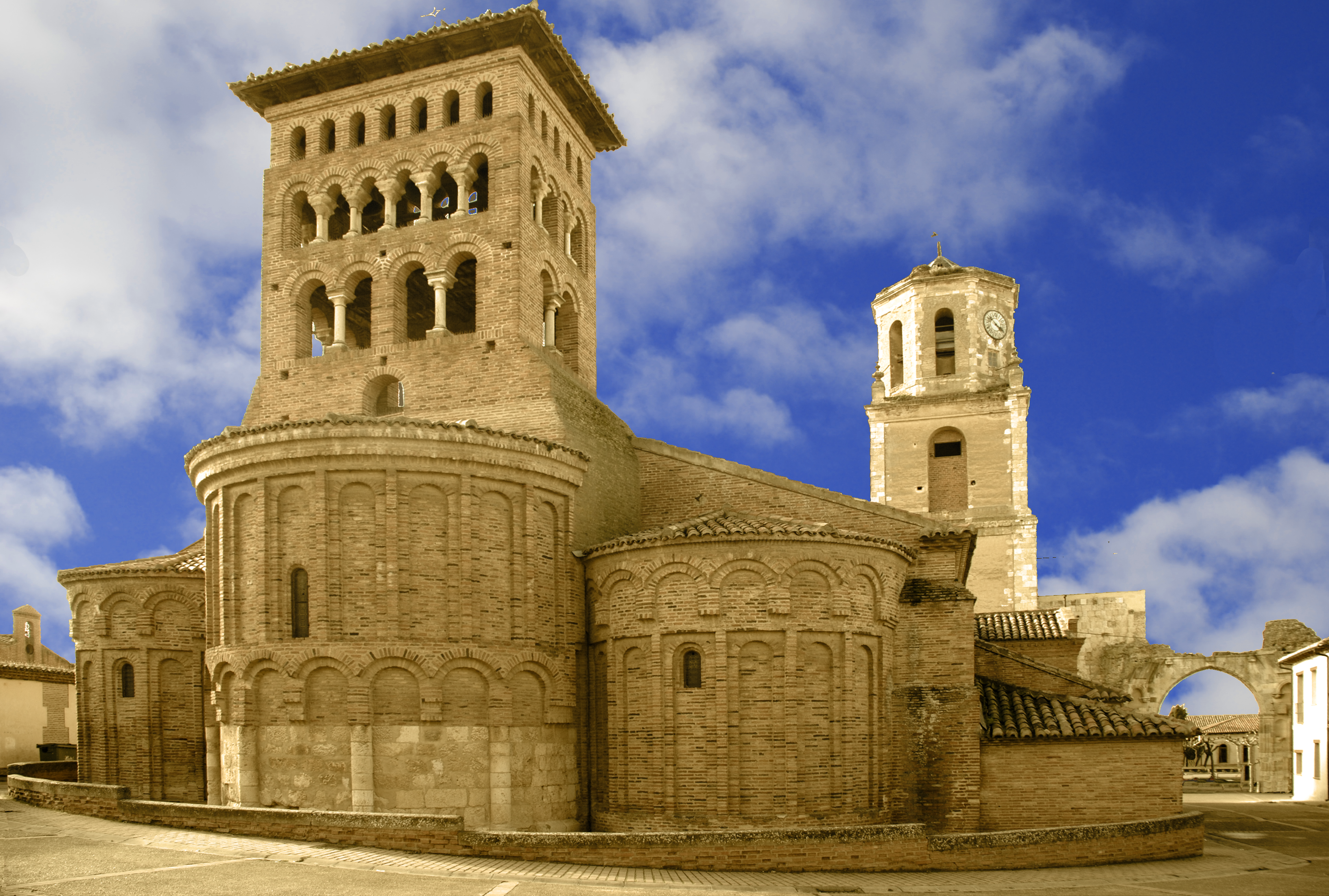
En primer plano el ábside del. Al fondo de la imagen aparece la torre del reloj, resto del Monasterio de San Benito, que no pertenece a la Iglesia de San Tirso.

El edificio posee una estructura de tres ábsides. El ábside central y el de la nave de la Epístola (sur) son fiel testimonio de la fábrica primitiva. El ábside central fue inicialmente construido en piedra, con aparejo de buena sillería, hasta una altura de casi tres metros, mientras que todas las hiladas superiores son de ladrillo. La elección de la piedra en este punto obedecería a criterios tanto estructurales, para reforzar el basamento, como religiosos, al tratarse del muro de la Capilla Mayor. Para el remate de los ábsides se emplearon técnicas de albañilería, las cuales no sólo aportan al edificio un cambio de material de construcción, sino también un interesante contraste estético.
Toda la cabecera está decorada mediante sencillos juegos con ladrillo. La ornamentación del ábside central se compone, en la parte inferior, de sucesiones de arcos ciegos de medio punto, doblados y apeados alternativamente en modillones y en columnas circulares adosadas cuyo fuste arranca justamente en el aparejo de sillería, luego están hechas en piedra; en la parte superior, se compone de series de arcos de medio punto inscritos en recuadro. Los ábsides laterales siguen esta tipología, pero invertida: arcos doblados en la parte superior y arcos inscritos en recuadro en la parte inferior. El remate superior de los ábsides se efectúa por medio de molduras de ladrillo en nacela que dan paso a los tejados.
El ábside que corresponde a la nave del Evangelio (norte) es fruto de una restauración de la década de los 50 del siglo XX que se llevó a cabo para devolver al templo su aspecto original, después de que en este lugar se hubiese levantado una pieza rectangular destinada a sacristía. La restauración se llevó a cabo después del derrumbe de la torre en 1948.

### Torre

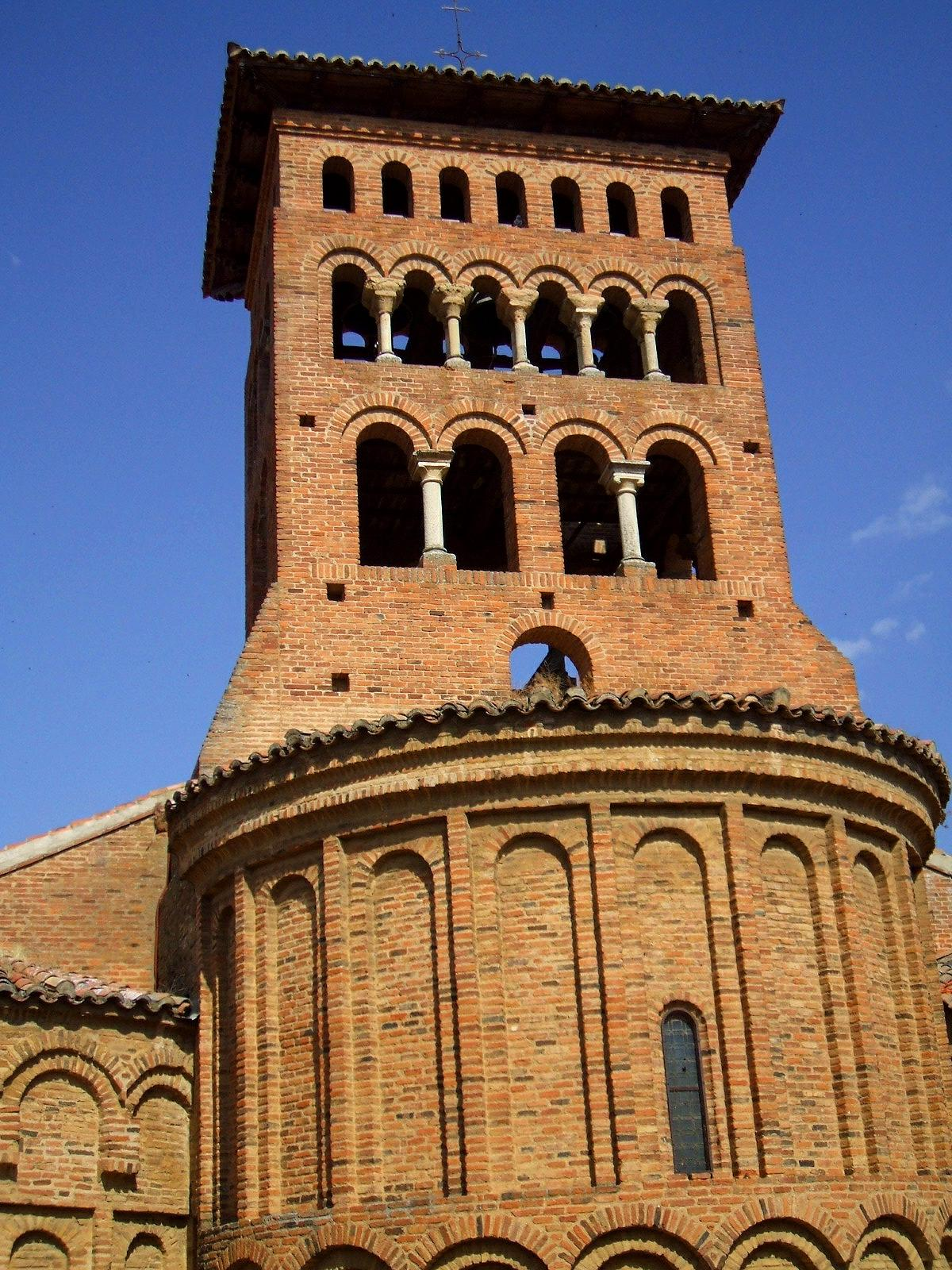
Aspecto de la torre de San Tirso.

La torre, rectangular y también de ladrillo, es magnífica, elevándose sobre el tramo recto del ábside central y no sobre el crucero, como sería de esperar. Esta peculiar ubicación es uno de los rasgos más característicos del mudéjar de Sahagún. Algunos autores han sugerido que esta disposición de la torre y su forma troncopiramidal tuvieran su modelo original en el antiguo cimborrio de la iglesia del Monasterio de San Benito. La torre es formada por dos cuerpos, siendo el primero macizo, para sustentar el peso de la estructura superior, y el segundo hueco. El volumen hueco, que corresponde con la sección propiamente prismática de la torre, se subdivide en tres niveles.
Los niveles van reduciendo la amplitud de sus vanos en función de su altura, generando un efecto rítmico: el primero aparece horadado en sus lados anchos por dos arquerías geminadas (una sola galería en los lados cortos) con apeo en sendas columnillas de piedra, dando lugar a cuatro arcos doblados de medio punto; el segundo nivel muestra, en sus lados anchos, una galería corrida de seis arquillos en todo iguales a los de abajo, sólo que más estrechos y de menor desarrollo, que apean en cinco columnillas, mientras que en los lados cortos se disponen cuatro arquillos organizados en dos parejas; el nivel superior, que sostienen el tejado, es ya una sencilla sucesión de vanos de medio punto sin ninguna decoración, siete en los lados anchos y cinco en los cortos.
Estos recursos fueron empleados por los constructores para aligerar material y visualmente el peso de la torre. Hay que advertir que la estructura que se observa hoy es una restauración acometida en el siglo XX después de que la original se derrumbara en 1948. La reconstrucción, prolongada hasta 1960 y que afectó también al tramo del crucero y el presbiterio, reprodujo fielmente la torre original.

## Arquitectura interior

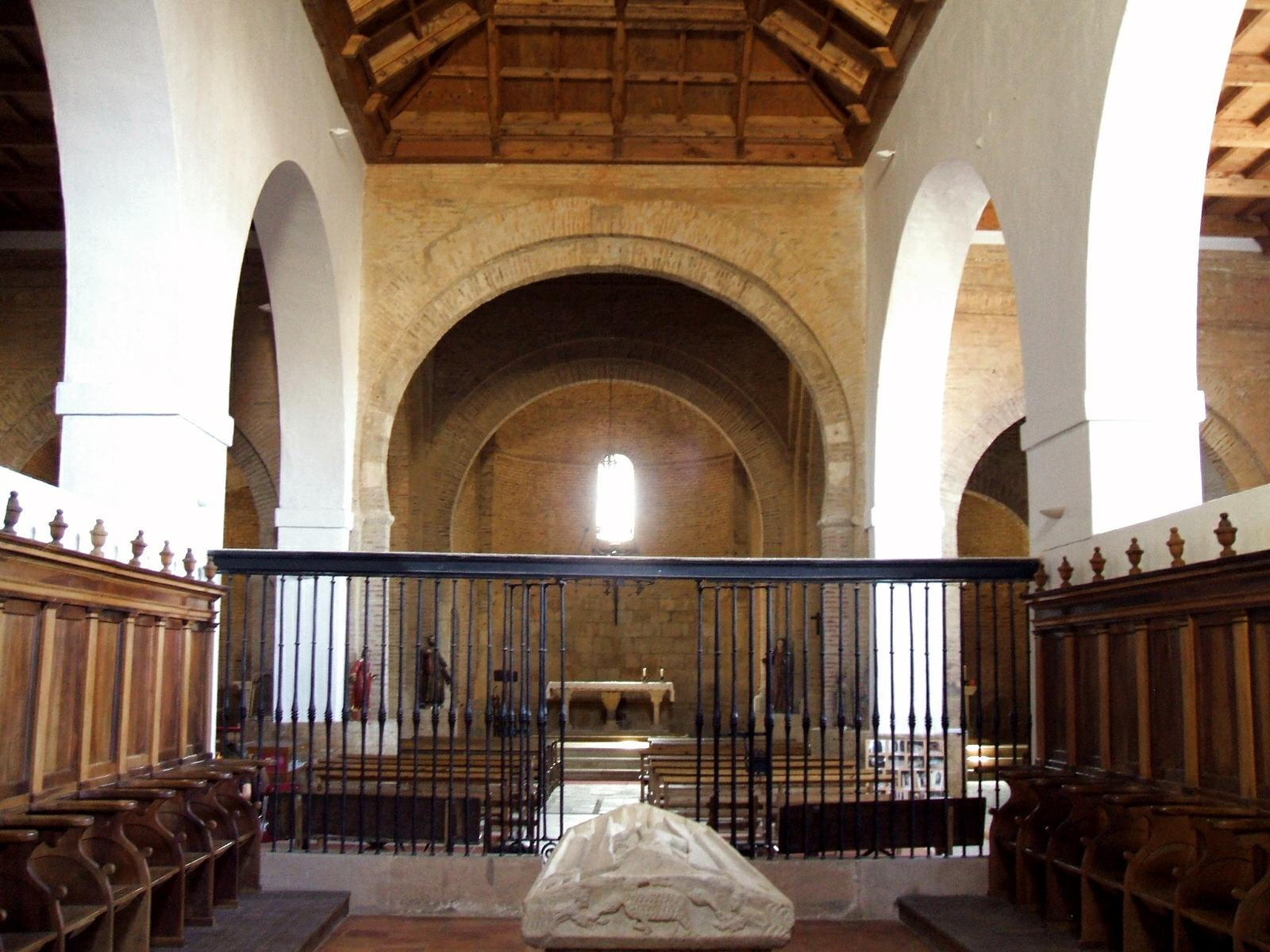
Cabeceras y nave central.

### Nave
La Nave (2) consta de cuatro tramos con cubiertas de madera apoyadas en arcos formeros de medio punto sobre pilares y columnas cruciformes en la zona del crucero y pilares rectos en el resto.
El Crucero (7), que sobrepasa muy ligeramente las naves, muestra arcos de medio punto con ligera herradura. 

El Arco Triunfal, da paso a un amplio Presbiterio (4) con tramo recto y Ábside (4) semicircular.

La Torre (6) se sitúa sobre el tramo recto del presbiterio.

En el tramo del pie de la Nave central (2) se sitúa una sillería de coro (9) y el sepulcro (10) de  Jerónimo Coronel.
El acceso al templo (1) se realiza por la Galería porticada (11), obra realizada en 1897, donde se exponen varios sarcófagos antropomórficos y el Pórtico Norte (1) ambos en la nave del Evangelio. Se conserva la portada original de triple arquivolta ojival protegida por un recuadro de ladrillos, que actualmente está cegada y hundida unos dos metros respecto al nivel de la calle, lo que provoca problemas de humedad en el templo. 

Interiormente se advierte que la planta de la iglesia sigue los esquemas basilicales románicos de tres naves de desigual altura y rematadas por capillas semicirculares precedidos de sus correspondientes tramos rectos, más transepto ligeramente desarrollado.
Muy restaurado y transformado, el interior de San Tirso muestra una separación entre las naves mediante dos arcos de medio punto enlucidos de blanco, pero en la fábrica primitiva las naves se separaban con cinco arcadas molduradas en ladrillo. De los arcos de separación originales pueden contemplarse dos de ellos a los pies de la iglesia.
Las capillas de la cabecera se elevan ligeramente sobre el suelo de las naves y permanecen aisladas visualmente por un triple arco de herradura doblado y poco acusado, a modo de arcos triunfales. Las cubiertas de la cabecera son bóvedas de cuarto de esfera en ladrillo, la del presbiterio es una bóveda de cañón y las de las naves y el transepto son techumbres de madera de mediados del siglo XX, que sustituyeron a las originales, también de madera.

### Iluminación
En la cabecera, está resuelta con una ventana de medio punto en cada ábside.
 
El hastial oeste dispone de un ventanal en la nave central y el meridional de un óculo en el crucero y tres vanos rectangulares en la nave.

## Imaginería y mobiliario

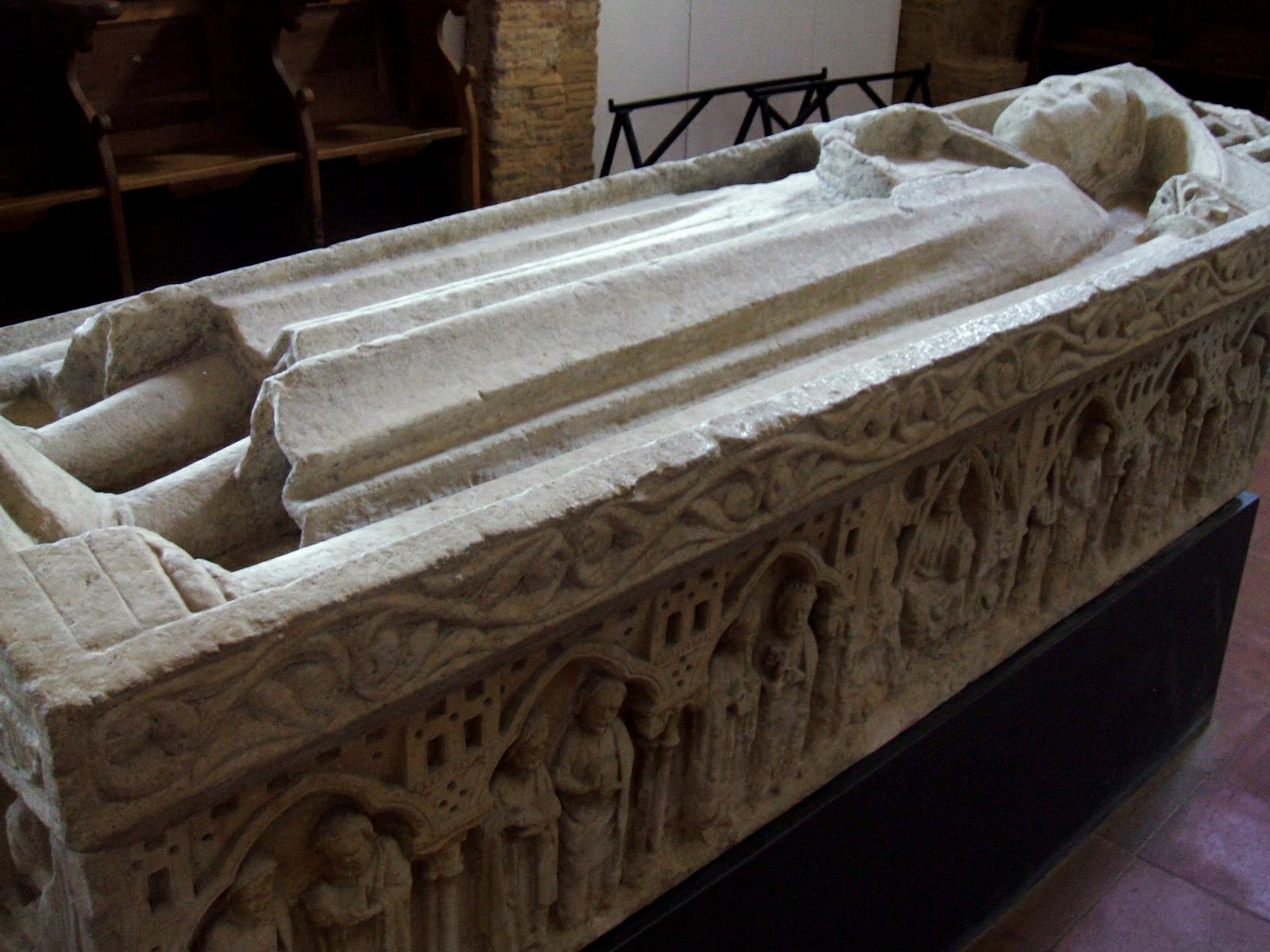
Sepulcro gótico (s-XIII) procedente del desaparecido Monasterio de Trianos y recuperado del cementerio de Sahagún.

Desprovisto ya de culto religioso, San Tirso permanece abierto al público configurando como un pequeño museo de arte sacro. Así, distribuidas por las capillas y las naves, el visitante puede contemplar una serie de piezas de interés arqueológico, religioso e histórico.
Son de destacar: el conjunto de pasos procesionales de la Cofradía de la Vera Cruz; sendas tallas de San Joaquín y Santa Ana; un sepulcro gótico del siglo XIII con efigie yacente de caballero, procedente del leonés Monasterio de Santa María de Trianos y que fue recuperado del cementerio de Sahagún; una talla pétrea de San Juan Evangelista, con restos de policromía y asimismo de mediados del siglo XIII, que se halló embutida en el aparejo del Arco de San Benito y que se supone perteneció a la primitiva portada del Monasterio de San Benito; dos púlpicos de alabastro procedentes igualmente del Monasterio de San Benito; una urna con los restos de los mártires San Facundo y San Primitivo; una imagen del siglo XV de San Miguel venciendo al Diablo; el retablo neoclásico con la imagen de San Tirso asociada a la escuela de Salvador de Carmona; y la sillería del coro de la Iglesia de la Peregrina. En el extremo meridional del transepto se abren dos sepulcros más, uno con los restos del eclesiástico Jerónimo Coronel Velázquez y el otro con los de sus abuelos y hermano. También puede verse una exposición de maquetas (8) construidas por Valentín Mon de los edificios emblemáticos de Sahagún, en miniatura.